# Arthrosphaera pelloceps
Arthrosphaera pelloceps är en mångfotingart som först beskrevs av Chamberlin 1921.  Arthrosphaera pelloceps ingår i släktet Arthrosphaera och familjen Sphaerotheriidae. Inga underarter finns listade i Catalogue of Life.